# The Unpainted Woman
The Unpainted Woman is een Amerikaanse dramafilm uit 1919 onder regie van Tod Browning. Het scenario is gebaseerd op een novelle van de Amerikaanse auteur Sinclair Lewis. De film is wellicht zoekgeraakt.

## Verhaal
Gudrun Trygavson is een mooie, Zweedse vrouw op het Amerikaanse platteland. Charley Holt, de zoon van een van rijkste families uit de streek, vraagt haar mee uit naar een feestje. Zijn moeder en zijn zus willen daar een stokje voor steken, maar Charley is vastbesloten om te trouwen met Gudrun. Hij wordt onterfd door zijn familie en moet werken als arbeider. Ze krijgen een kind, maar vijf jaar later sterft Charley tijdens een gevecht in de kroeg. Gudrun gaat werken op de tarwevelden om haar kind te onderhouden. Ze maakt kennis met Martin O'Neill, een zwerver die haar wil helpen met de oogst. Als de graanschuur in brand wordt gestoken, verdenken de dorpelingen Martin. Later blijkt dat de brand werd aangestoken door een jaloerse rivaal en Gudrun en Martin kunnen trouwen.

## Rolverdeling
| Acteur              | Personage        |
| ------------------- | ---------------- |
| Mary MacLaren       | Gudrun Trygavson |
| Thurston Hall       | Martin O'Neill   |
| David Butler        | Charley Holt     |
| Laura La Varnie     | Mevrouw Holt     |
| Fritzi Ridgeway     | Edna             |
| Willard Louis       | Helnie Lorber    |
| Carl Stockdale      | Pliny            |
| Lydia Yeamans Titus | Mevrouw Hawes    |
| Michael D. Moore    | Olaf             |